# Henryk Orski
Henryk Orski, właśc. Eliasz Chaim Orensztajn (ur. 4 października 1917 w Lublinie, zm. 22 stycznia 2003 w Sztokholmie) – żołnierz, funkcjonariusz Milicji Obywatelskiej (podpułkownik), nauczyciel historii, dyrektor szkoły. Zdegradowany do szeregowca w 1971.

## Życiorys
Pochodził z żydowskiej rodziny handlarza skórami Jakuba (Jankel) (zm. 1930) i Marii (Nesia) Cukierkopf (1897–1942). Miał siostrę Sarę (ur. 1920), która zginęła (tak jak matka) w 1942 roku na Majdanku.
Przed II wojną światową działał w Komunistycznej Partii Polski, przez co był więziony w Berezie Kartuskiej i Tarnowie. W czasie wojny przebywał w ZSRR. W latach 1942–1943 był żołnierzem Armii Czerwonej, następnie wstąpił do Wojska Polskiego. Od 11 października 1944 roku pracował w KG MO w Warszawie jako Szef Zarządu Polityczno-Wychowawczego, Wydziału Propagandy, od 1945 roku Szef Zarządu Polityczno-Wychowawczego, Wydziału Organizacyjnego. Od 1946 roku Szef Zarządu Polityczno-Wychowawczego KG MO w Warszawie. W okresie od 1946 do 15 grudnia 1949 roku był szefem Oddziału Szkoleniowo-Politycznego KG MO w Warszawie.
Później pracował jako nauczyciel historii, a w latach 1964–1968 był dyrektorem II Liceum Ogólnokształcącego im. Stefana Batorego w Warszawie. W listopadzie 1968 roku razem z rodziną wyjechał do Izraela, później zamieszkali w Sztokholmie w Szwecji. Rozkazem personalnym z 26 marca 1971 roku został pozbawiony stopnia oficerskiego „z powodu braku wartości moralnych” i zdegradowany do stopnia szeregowca.
Zmarł w Sztokholmie. Pochowany na Południowym Cmentarzu Żydowskim (Södra Judiska Begravningsplatsen) w Sköndal.

## Rodzina
Od 1947 roku był mężem pielęgniarki Haliny z domu Wolman (1922–1998), z którą miał syna Józefa (ur. 27 listopada 1947) i córkę Maję Orską Klamra (ur. 3 maja 1950).

## Ordery i odznaczenia
- Krzyż Kawalerski Orderu Odrodzenia Polski (10 października 1945)[9]
- Złoty Krzyż Zasługi (4 października 1946)[10]